# Боронда (Каліфорнія)
Боронда (англ. Boronda) — переписна місцевість (CDP) в США, в окрузі Монтерей штату Каліфорнія. Населення — 1760 осіб (2020).

## Географія
Боронда розташована за координатами 36°41′42″ пн. ш. 121°40′29″ зх. д. / 36.69500° пн. ш. 121.67472° зх. д. (36.694891, -121.674670).  За даними Бюро перепису населення США в 2010 році переписна місцевість мала площу 1,43 км², уся площа — суходіл.

## Демографія
Згідно з переписом 2010 року, у переписній місцевості мешкало 1710 осіб у 394 домогосподарствах у складі 340 родин. Густота населення становила 1199 осіб/км².  Було 413 помешкання (290/км²).
Расовий склад населення:
| - 38,7 % — білих - 6,8 % — азіатів - 1,5 % — корінних американців - 0,6 % — чорних або афроамериканців - 0,4 % — вихідців з тихоокеанських островів - 45,3 % — осіб інших рас |

До двох чи більше рас належало 6,8 %. Частка іспаномовних становила 85,2 % від усіх жителів.
За віковим діапазоном населення розподілялося таким чином: 32,6 % — особи молодші 18 років, 60,5 % — особи у віці 18—64 років, 6,9 % — особи у віці 65 років та старші. Медіана віку мешканця становила 27,2 року. На 100 осіб жіночої статі у переписній місцевості припадало 102,4 чоловіків;  на 100 жінок у віці від 18 років та старших — 102,1 чоловіків також старших 18 років.
Середній дохід на одне домашнє господарство  становив 40 640 доларів США (медіана — 34 009), а середній дохід на одну сім'ю — 42 134 долари (медіана — 34 741). Медіана доходів становила 40 577 доларів для чоловіків та 34 273 долари для жінок. За межею бідності перебувало 20,6 % осіб, у тому числі 30,5 % дітей у віці до 18 років та 7,9 % осіб у віці 65 років та старших.
Цивільне працевлаштоване населення становило 427 осіб. Основні галузі зайнятості: транспорт — 17,1 %, виробництво — 16,6 %, мистецтво, розваги та відпочинок — 13,8 %, сільське господарство, лісництво, риболовля — 11,2 %.